# Rafael Bogaerts
Rafael Bogaerts (født 16. august 1993 i Arlon) er en belgisk basketballspiller som deltog i de olympiske lege 2020.